# Prémio Marcello Mastroianni
O Prêmio Marcello Mastroianni (italiano: Premio Marcello Mastroianni) é um dos prêmios concedidos no Festival Internacional de Cinema de Veneza. Foi criado em 1998 em homenagem ao ator italiano Marcello Mastroianni, que morreu no final de 1996. O prêmio foi criado para reconhecer um ator ou atriz em ascensão.

## Premiados
| Ano  | Ator e/ou atriz                   | Filme                      |
| ---- | --------------------------------- | -------------------------- |
| 1998 | Niccolò Senni                     | L'albero delle pere        |
| 1999 | Nina Proll                        | Nordrand                   |
| 2000 | Megan Burns                       | Liam                       |
| 2001 | Gael García Bernal and Diego Luna | Y tu mamá también          |
| 2002 | Moon So-ri                        | Oasis                      |
| 2003 | Najat Benssallem                  | Raja                       |
| 2004 | Marco Luisi e Tommaso Ramenghi    | Lavorare con lentezza      |
| 2005 | Menothy Cesar                     | Heading South              |
| 2006 | Isild Le Besco                    | L'intouchable              |
| 2007 | Hafsia Herzi                      | La Graine et le Mulet      |
| 2008 | Jennifer Lawrence                 | The Burning Plain          |
| 2009 | Jasmine Trinca                    | Il grande sogno            |
| 2010 | Mila Kunis                        | Cisne Negro                |
| 2011 | Shota Sometani e Fumi Nikaido     | Himizu                     |
| 2012 | Fabrizio Falco                    | Dormant Beauty             |
| 2013 | Tye Sheridan                      | Joe                        |
| 2014 | Romain Paul                       | Le Dernier Coup de marteau |
| 2015 | Abraham Attah                     | Beasts of No Nation        |
| 2016 | Paula Beer                        | Frantz                     |
| 2017 | Charlie Plummer                   | Lean on Pete               |
| 2018 | Baykali Ganambarr                 | The Nightingale            |
| 2019 | Toby Wallace                      | Babyteeth                  |